# Danh sách cầu thủ tham dự giải vô địch bóng đá U-17 thế giới 2017
Dưới đây là danh sách tất cả các đội hình của các đội tuyển quốc gia tham gia giải vô địch bóng đá U-17 thế giới 2017.
Mỗi đội tuyển phải đặt tên một đội hình gồm 21 cầu thủ (3 cầu thủ trong số đó phải là thủ môn) theo thời hạn FIFA.
Tất cả các cầu thủ của đội tuyển đại diện phải được sinh ra vào hoặc sau ngày 1 tháng 1 năm 2000.

## Bảng A

### Ấn Độ
Huấn luyện viên trưởng:  Luís Norton de Matos
| 0#0 | Vị trí | Cầu thủ                   | Ngày sinh và tuổi           | Câu lạc bộ         |
| --- | ------ | ------------------------- | --------------------------- | ------------------ |
| 1   | TM     | Dheeraj Singh Moirangthem | 4 tháng 7, 2000 (17 tuổi)   | AIFF Elite Academy |
| 2   | HV     | Boris Singh Thangjam      | 3 tháng 1, 2000 (17 tuổi)   | AIFF Elite Academy |
| 3   | HV     | Jitendra Singh            | 13 tháng 6, 2001 (16 tuổi)  | AIFF Elite Academy |
| 4   | HV     | Anwar Ali                 | 28 tháng 8, 2000 (17 tuổi)  | Minerva Punjab     |
| 5   | HV     | Sanjeev Stalin            | 17 tháng 1, 2001 (16 tuổi)  | AIFF Elite Academy |
| 6   | TV     | Suresh Singh Wangjam      | 7 tháng 8, 2000 (17 tuổi)   | AIFF Elite Academy |
| 7   | TV     | Ninthoinganba Meetei      | 13 tháng 7, 2001 (16 tuổi)  | AIFF Elite Academy |
| 8   | TV     | Amarjit Singh Kiyam       | 6 tháng 1, 2001 (16 tuổi)   | AIFF Elite Academy |
| 9   | TĐ     | Aniket Jadhav             | 13 tháng 7, 2000 (17 tuổi)  | AIFF Elite Academy |
| 10  | TV     | Abhijit Sarkar            | 5 tháng 1, 2000 (17 tuổi)   | AIFF Elite Academy |
| 11  | TV     | Komal Thatal              | 15 tháng 8, 2001 (16 tuổi)  | AIFF Elite Academy |
| 12  | HV     | Hendry Antonay            | 22 tháng 5, 2000 (17 tuổi)  | AIFF Elite Academy |
| 13  | TV     | Lalengmawia               | 17 tháng 10, 2000 (16 tuổi) | AIFF Elite Academy |
| 14  | TĐ     | Rahim Ali                 | 21 tháng 4, 2000 (17 tuổi)  | AIFF Elite Academy |
| 15  | TV     | Jeakson Singh Thounaojam  | 21 tháng 6, 2001 (16 tuổi)  | Minerva Punjab     |
| 16  | TV     | Nongdamba Naorem          | 2 tháng 1, 2000 (17 tuổi)   | Minerva Punjab     |
| 17  | TV     | Rahul Kannoly Praveen     | 16 tháng 3, 2000 (17 tuổi)  | AIFF Elite Academy |
| 18  | HV     | Namit Deshpande           | 9 tháng 6, 2000 (17 tuổi)   | Delhi Dynamos      |
| 19  | TV     | Mohammad Shahjahan        | 3 tháng 10, 2000 (17 tuổi)  | Minerva Punjab     |
| 20  | TM     | Prabhsukhan Singh Gill    | 2 tháng 1, 2001 (16 tuổi)   | AIFF Elite Academy |
| 21  | TM     | Sunny Dhaliwal            | 30 tháng 1, 2000 (17 tuổi)  | Toronto FC         |

### Hoa Kỳ
Huấn luyện viên trưởng:  John Hackworth
| 0#0 | Vị trí | Cầu thủ          | Ngày sinh và tuổi          | Câu lạc bộ                |
| --- | ------ | ---------------- | -------------------------- | ------------------------- |
| 1   | TM     | Justin Garces    | 23 tháng 8, 2000 (17 tuổi) | Atlanta United FC         |
| 2   | HV     | Jaylin Lindsey   | 27 tháng 3, 2000 (17 tuổi) | Sporting Kansas City      |
| 3   | HV     | Chris Gloster    | 28 tháng 7, 2000 (17 tuổi) | New York Red Bulls        |
| 4   | HV     | James Sands      | 6 tháng 7, 2000 (17 tuổi)  | New York City FC          |
| 5   | HV     | Tyler Shaver     | 13 tháng 5, 2000 (17 tuổi) | New York City FC          |
| 6   | HV     | Chris Durkin     | 8 tháng 2, 2000 (17 tuổi)  | D.C. United               |
| 7   | TĐ     | Ayo Akinola      | 20 tháng 1, 2000 (17 tuổi) | Toronto FC II             |
| 8   | TV     | Blaine Ferri     | 29 tháng 9, 2000 (17 tuổi) | Solar Chelsea SC          |
| 9   | TĐ     | Josh Sargent     | 20 tháng 2, 2000 (17 tuổi) | St. Louis Scott Gallagher |
| 10  | TĐ     | Timothy Weah     | 22 tháng 2, 2000 (17 tuổi) | Paris Saint-Germain       |
| 11  | TV     | Andrew Carleton  | 22 tháng 6, 2000 (17 tuổi) | Atlanta United FC         |
| 12  | TM     | CJ dos Santos    | 24 tháng 8, 2000 (17 tuổi) | Benfica                   |
| 13  | HV     | Sergiño Dest     | 3 tháng 11, 2000 (16 tuổi) | Ajax                      |
| 14  | HV     | Akil Watts       | 4 tháng 2, 2000 (17 tuổi)  | Portland Timbers          |
| 15  | TV     | George Acosta    | 19 tháng 1, 2000 (17 tuổi) | North Carolina FC         |
| 16  | TV     | Taylor Booth     | 31 tháng 5, 2001 (16 tuổi) | Real Salt Lake            |
| 17  | TĐ     | Bryan Reynolds   | 28 tháng 6, 2001 (16 tuổi) | FC Dallas                 |
| 18  | TV     | Indiana Vassilev | 16 tháng 2, 2001 (16 tuổi) | IMG Academy               |
| 19  | TĐ     | Jacobo Reyes     | 11 tháng 8, 2000 (17 tuổi) | Monterrey                 |
| 20  | TV     | Chris Goslin     | 12 tháng 5, 2000 (17 tuổi) | Atlanta United FC         |
| 21  | TM     | Alexander Budnik | 4 tháng 2, 2000 (17 tuổi)  | Sockers FC                |

### Colombia
Colombia đã đặt tên đội hình của họ vào ngày 15 tháng 9 năm 2017.
Huấn luyện viên trưởng:  Orlando Restrepo
| 0#0 | Vị trí | Cầu thủ               | Ngày sinh và tuổi           | Câu lạc bộ             |
| --- | ------ | --------------------- | --------------------------- | ---------------------- |
| 1   | TM     | Nicolás Gómez Londoño | 16 tháng 8, 2000 (17 tuổi)  | Deportivo Cali         |
| 2   | HV     | Andrés Balanta        | 18 tháng 1, 2000 (17 tuổi)  | Deportivo Cali         |
| 3   | HV     | Guillermo Tegue       | 6 tháng 2, 2000 (17 tuổi)   | Estudiantil            |
| 4   | HV     | Christian Andrade     | 8 tháng 4, 2000 (17 tuổi)   | Millonarios            |
| 5   | HV     | Thomás Gutiérrez      | 1 tháng 3, 2000 (17 tuổi)   | Estudiantil            |
| 6   | TV     | Andrés Perea          | 14 tháng 11, 2000 (16 tuổi) | Atlético Nacional      |
| 7   | TĐ     | Leandro Campaz        | 24 tháng 5, 2000 (17 tuổi)  | Deportes Tolima        |
| 8   | TĐ     | Luis Miguel López     | 8 tháng 11, 2000 (16 tuổi)  | Santa Fe               |
| 9   | TĐ     | Santiago Barrero      | 26 tháng 2, 2000 (17 tuổi)  | Atlético Rionegro 2010 |
| 10  | TV     | Brayan Gómez          | 29 tháng 1, 2000 (17 tuổi)  | Atlético Nacional      |
| 11  | TV     | Juan Peñaloza         | 3 tháng 5, 2000 (17 tuổi)   | Estudiantil            |
| 12  | TM     | Kevin Mier            | 18 tháng 5, 2000 (17 tuổi)  | Atlético Nacional      |
| 13  | HV     | Robert Mejía          | 6 tháng 10, 2000 (17 tuổi)  | Universitario Popayán  |
| 14  | TV     | Yadir Meneses         | 1 tháng 4, 2000 (17 tuổi)   | Envigado               |
| 15  | TV     | Gustavo Carvajal      | 17 tháng 6, 2000 (17 tuổi)  | América de Cali        |
| 16  | TV     | Fabián Ángel          | 10 tháng 1, 2001 (16 tuổi)  | Barranquilla           |
| 17  | TĐ     | Déiber Caicedo        | 25 tháng 3, 2000 (17 tuổi)  | Deportivo Cali         |
| 18  | TĐ     | Deyman Cortés         | 29 tháng 7, 2000 (17 tuổi)  | Atlético Huila         |
| 19  | TĐ     | Juan David Vidal      | 16 tháng 9, 2000 (17 tuổi)  | Barranquilla           |
| 20  | TV     | Etilso Martínez       | 12 tháng 5, 2000 (17 tuổi)  | Atlético Rionegro 2010 |
| 21  | TM     | Daniel Melo Cabarcas  | 25 tháng 4, 2001 (16 tuổi)  | Udinese School         |

### Ghana
Ghana đã đặt tên đội hình của họ vào ngày 21 tháng 9 năm 2017.
Huấn luyện viên trưởng:  Paa Kwesi Fabin
| 0#0 | Vị trí | Cầu thủ             | Ngày sinh và tuổi           | Câu lạc bộ             |
| --- | ------ | ------------------- | --------------------------- | ---------------------- |
| 1   | TM     | Ibrahim Danlad      | 2 tháng 12, 2002 (14 tuổi)  | Asante Kotoko          |
| 2   | HV     | John Otu            | 12 tháng 4, 2000 (17 tuổi)  | Dreams F.C.            |
| 3   | HV     | Gideon Acquah       | 24 tháng 5, 2000 (17 tuổi)  | Bofoakwa Tano          |
| 4   | HV     | Edmund Arko-Mensah  | 9 tháng 9, 2001 (16 tuổi)   | Wa All Stars           |
| 5   | HV     | Najeeb Yakubu       | 1 tháng 5, 2000 (17 tuổi)   | New Town Youth         |
| 6   | TĐ     | Eric Ayiah          | 6 tháng 3, 2000 (17 tuổi)   | Charity Stars          |
| 7   | TV     | Ibrahim Sulley      | 6 tháng 7, 2001 (16 tuổi)   | New Life F.C.          |
| 8   | TV     | Mohammed Kudus      | 2 tháng 8, 2000 (17 tuổi)   | Right to Dream         |
| 9   | TĐ     | Richard Danso       | 16 tháng 9, 2000 (17 tuổi)  | WAFA                   |
| 10  | TV     | Emmanuel Toku       | 10 tháng 7, 2000 (17 tuổi)  | Cheetah F.C.           |
| 11  | TĐ     | Mohammed Aminu      | 10 tháng 8, 2000 (17 tuổi)  | WAFA                   |
| 12  | HV     | Abdul Razak Yusif   | 9 tháng 8, 2001 (16 tuổi)   | Koforidua Youth        |
| 13  | TV     | Gabriel Leveh       | 1 tháng 4, 2000 (17 tuổi)   | Tema Youth             |
| 14  | HV     | Bismark Terry Owusu | 31 tháng 10, 2000 (16 tuổi) | Mandela Soccer Academy |
| 15  | HV     | Gideon Mensah       | 9 tháng 10, 2000 (16 tuổi)  | Right to Dream         |
| 16  | TM     | Kwame Aziz          | 15 tháng 6, 2002 (15 tuổi)  | Mandela Soccer Academy |
| 17  | HV     | Rashid Alhassan     | 20 tháng 6, 2000 (17 tuổi)  | Aduana Stars           |
| 18  | TV     | Mohammed Iddriss    | 26 tháng 7, 2000 (17 tuổi)  | Cheetah F.C.           |
| 19  | TV     | Ibrahim Sadiq       | 7 tháng 5, 2000 (17 tuổi)   | Right to Dream         |
| 20  | TV     | Isaac Gyamfi        | 9 tháng 9, 2000 (17 tuổi)   | New Life F.C.          |
| 21  | TM     | Michael Acquaye     | 10 tháng 8, 2000 (17 tuổi)  | WAFA                   |

## Bảng B

### Paraguay
Huấn luyện viên trưởng:  Gustavo Morínigo
| 0#0 | Vị trí | Cầu thủ                   | Ngày sinh và tuổi          | Câu lạc bộ       |
| --- | ------ | ------------------------- | -------------------------- | ---------------- |
| 1   | TM     | Diego Huesca              | 8 tháng 8, 2000 (17 tuổi)  | Valencia         |
| 2   | HV     | Jesus Rolon               | 4 tháng 7, 2000 (17 tuổi)  | Olimpia          |
| 3   | HV     | Roberto Fernández Urbieta | 7 tháng 6, 2000 (17 tuổi)  | Guaraní          |
| 4   | HV     | Pedro Alvarez Benitez     | 10 tháng 2, 2001 (16 tuổi) | Cerro Porteño    |
| 5   | HV     | Alexis Duarte             | 12 tháng 3, 2000 (17 tuổi) | Cerro Porteño    |
| 6   | TV     | Braian Ojeda              | 27 tháng 6, 2000 (17 tuổi) | Olimpia          |
| 7   | TĐ     | Antonio Galeano           | 22 tháng 3, 2000 (17 tuổi) | Rubio Ñu         |
| 8   | TV     | Stevens Gómez             | 8 tháng 1, 2000 (17 tuổi)  | Cerro Porteño    |
| 9   | TĐ     | Fernando Romero           | 24 tháng 4, 2000 (17 tuổi) | Nacional         |
| 10  | TV     | Julio Baez                | 13 tháng 1, 2000 (17 tuổi) | Cerro Porteño    |
| 11  | TĐ     | Leonardo Sánchez Cohener  | 27 tháng 1, 2000 (17 tuổi) | Olimpia          |
| 12  | TM     | Angel Roa                 | 8 tháng 2, 2000 (17 tuổi)  | Olimpia          |
| 13  | HV     | Marcelo Rolón Bell        | 19 tháng 2, 2000 (17 tuổi) | Libertad         |
| 14  | TV     | Víctor Villasanti         | 29 tháng 3, 2000 (17 tuổi) | Guaraní          |
| 15  | HV     | Luis Zárate               | 25 tháng 2, 2000 (17 tuổi) | Libertad         |
| 16  | TĐ     | Aníbal Vega               | 18 tháng 3, 2000 (17 tuổi) | Palmeiras        |
| 17  | TĐ     | Fernando David Cardozo    | 8 tháng 2, 2001 (16 tuổi)  | Olimpia          |
| 18  | TĐ     | Blas Armoa                | 3 tháng 2, 2000 (17 tuổi)  | Sportivo Luqueño |
| 19  | TM     | Jonathan Martínez         | 12 tháng 3, 2000 (17 tuổi) | Olimpia          |
| 20  | TV     | Giovanni Bogado           | 16 tháng 9, 2001 (16 tuổi) | Libertad         |
| 21  | TV     | Alan Francisco Rodríguez  | 15 tháng 8, 2000 (17 tuổi) | Cerro Porteño    |

### Mali
Huấn luyện viên trưởng:  Jonas Kokou Komla
| 0#0 | Vị trí | Cầu thủ            | Ngày sinh và tuổi           | Câu lạc bộ       |
| --- | ------ | ------------------ | --------------------------- | ---------------- |
| 1   | TM     | Alkalifa Coulibaly | 23 tháng 12, 2001 (15 tuổi) | Niomi            |
| 2   | HV     | Boubacar Haidara   | 12 tháng 3, 2000 (17 tuổi)  | Bakaridjan       |
| 3   | TV     | Djemoussa Traoré   | 20 tháng 1, 2000 (17 tuổi)  | ALOB             |
| 4   | HV     | Fode Konaté        | 2 tháng 12, 2000 (16 tuổi)  | AS Bamako        |
| 5   | HV     | Mamadi Fofana      | 11 tháng 11, 2000 (16 tuổi) | Diarra           |
| 6   | TV     | Mohamed Camara     | 6 tháng 1, 2000 (17 tuổi)   | Real Bamako      |
| 7   | TĐ     | Hadji Dramé        | 10 tháng 9, 2000 (17 tuổi)  | Yeelen Olympique |
| 8   | TV     | Abdoulaye Dabo     | 20 tháng 7, 2000 (17 tuổi)  | Africa Foot      |
| 9   | TĐ     | Seme Camara        | 25 tháng 11, 2000 (16 tuổi) | Diarra           |
| 10  | TV     | Salam Giddou       | 6 tháng 2, 2000 (17 tuổi)   | Guidars          |
| 11  | TĐ     | Mamadou Traoré     | 3 tháng 4, 2002 (15 tuổi)   | Stade Malien     |
| 12  | TĐ     | Mahamane Touré     | 13 tháng 7, 2000 (17 tuổi)  | Real Bamako      |
| 13  | HV     | Soumaila Doumbia   | 25 tháng 12, 2000 (16 tuổi) | ASAC             |
| 14  | TV     | Siaka Sidibé       | 24 tháng 1, 2001 (16 tuổi)  | Stade Malien     |
| 15  | HV     | Abdoulaye Diaby    | 4 tháng 7, 2000 (17 tuổi)   | Djoliba          |
| 16  | TM     | Youssouf Koïta     | 27 tháng 8, 2000 (17 tuổi)  | AS Bamako        |
| 17  | TV     | Mamadou Samaké     | 15 tháng 5, 2000 (17 tuổi)  | Yeelen Olympique |
| 18  | HV     | Ibrahim Kane       | 23 tháng 6, 2000 (17 tuổi)  | Black Stars      |
| 19  | TĐ     | Lassana N'Diaye    | 3 tháng 10, 2000 (17 tuổi)  | Guidars          |
| 20  | TV     | Cheick Doucouré    | 8 tháng 1, 2000 (17 tuổi)   | Real Bamako      |
| 21  | TM     | Massiré Gassama    | 5 tháng 4, 2000 (17 tuổi)   | Black Stars      |

### New Zealand
New Zealand đã đặt tên đội hình của họ vào ngày 21 tháng 9 năm 2017.
Liam Moore đã được gọi là cầu thủ thay thế chấn thương cho Jordan Spain.
Huấn luyện viên trưởng:  Danny Hay
| 0#0 | Vị trí | Cầu thủ            | Ngày sinh và tuổi           | Câu lạc bộ              |
| --- | ------ | ------------------ | --------------------------- | ----------------------- |
| 1   | TM     | Zac Jones          | 27 tháng 11, 2000 (16 tuổi) | Wellington Olympic      |
| 2   | HV     | Liam Moore         | 5 tháng 5, 2000 (17 tuổi)   | Wellington Phoenix      |
| 3   | HV     | Joshua Rogerson    | 4 tháng 1, 2000 (17 tuổi)   | Western Suburbs         |
| 4   | HV     | Liberato Cacace    | 27 tháng 9, 2000 (17 tuổi)  | Wellington Phoenix      |
| 5   | HV     | Boyd Curry         | 6 tháng 3, 2001 (16 tuổi)   | Onehunga Sports         |
| 6   | TV     | Leon Van Den Hoven | 20 tháng 4, 2000 (17 tuổi)  | Onehunga Sports         |
| 7   | TV     | Elijah Just        | 1 tháng 5, 2000 (17 tuổi)   | Western Suburbs         |
| 8   | TV     | Oliver Duncan      | 30 tháng 1, 2000 (17 tuổi)  | Brisbane Roar           |
| 9   | TV     | Max Mata           | 10 tháng 7, 2000 (17 tuổi)  | Onehunga Sports         |
| 10  | TV     | Willem Ebbinge     | 6 tháng 1, 2001 (16 tuổi)   | Wellington Phoenix      |
| 11  | TĐ     | Matthew Conroy     | 4 tháng 4, 2001 (16 tuổi)   | Western Springs         |
| 12  | TM     | Jacob Clark        | 25 tháng 3, 2001 (16 tuổi)  | Onehunga Sports         |
| 13  | HV     | Matthew Jones      | 8 tháng 4, 2000 (17 tuổi)   | Twenty 11               |
| 14  | TV     | Kingsley Sinclair  | 25 tháng 2, 2001 (16 tuổi)  | Onehunga Sports         |
| 15  | HV     | Ben Deeley         | 11 tháng 6, 2000 (17 tuổi)  | Auckland Grammar School |
| 16  | TV     | Oliver Whyte       | 20 tháng 1, 2000 (17 tuổi)  | Wellington Phoenix      |
| 17  | TĐ     | Matthew Palmer     | 16 tháng 2, 2000 (17 tuổi)  | Eastern Suburbs         |
| 18  | TĐ     | Charles Spragg     | 1 tháng 3, 2000 (17 tuổi)   | Western Springs         |
| 19  | TV     | Kieran Richards    | 23 tháng 7, 2000 (17 tuổi)  | Western Springs         |
| 20  | HV     | Emlyn Wellsmore    | 3 tháng 4, 2000 (17 tuổi)   | Brisbane Roar           |
| 21  | TM     | Nicholas Milner    | 14 tháng 7, 2000 (17 tuổi)  | Brisbane Roar           |

### Thổ Nhĩ Kỳ
Thổ Nhĩ Kỳ đã đặt tên đội hình của họ vào ngày 16 tháng 9 năm 2017.
Huấn luyện viên trưởng:  Mehmet Hacıoğlu
| 0#0 | Vị trí | Cầu thủ             | Ngày sinh và tuổi          | Câu lạc bộ               |
| --- | ------ | ------------------- | -------------------------- | ------------------------ |
| 1   | TM     | Berke Özer          | 25 tháng 5, 2000 (17 tuổi) | Altınordu                |
| 2   | HV     | Emirhan Civelek     | 5 tháng 1, 2000 (17 tuổi)  | Galatasaray              |
| 3   | HV     | Melih Gökcimen      | 24 tháng 4, 2000 (17 tuổi) | Galatasaray              |
| 4   | HV     | Sahan Akyüz         | 1 tháng 1, 2000 (17 tuổi)  | Altınordu                |
| 5   | HV     | Ozan Kabak          | 25 tháng 3, 2000 (17 tuổi) | Galatasaray              |
| 6   | TV     | Sefa Akgün          | 30 tháng 6, 2000 (17 tuổi) | Trabzonspor              |
| 7   | TĐ     | Ahmed Kutucu        | 1 tháng 3, 2000 (17 tuổi)  | Schalke 04               |
| 8   | TV     | Kerem Atakan Kesgin | 5 tháng 11, 2000 (16 tuổi) | Bucaspor                 |
| 9   | TĐ     | Malik Karaahmet     | 18 tháng 1, 2000 (17 tuổi) | Karlsruher SC            |
| 10  | TV     | Atalay Babacan      | 28 tháng 6, 2000 (17 tuổi) | Galatasaray              |
| 11  | TV     | Recep Gül           | 5 tháng 11, 2000 (16 tuổi) | Galatasaray              |
| 12  | TM     | Eren Bilen          | 2 tháng 12, 2000 (16 tuổi) | Göztepe                  |
| 13  | HV     | İsmail Çokçalış     | 21 tháng 6, 2000 (17 tuổi) | Bursaspor                |
| 14  | TV     | Umut Güneş          | 16 tháng 3, 2000 (17 tuổi) | VfB Stuttgart            |
| 15  | TĐ     | Yunus Akgün         | 7 tháng 7, 2000 (17 tuổi)  | Galatasaray              |
| 16  | TV     | Sezer Taşkolu       | 16 tháng 5, 2000 (17 tuổi) | Göztepe                  |
| 17  | TV     | Egehan Gök          | 27 tháng 2, 2000 (17 tuổi) | Altınordu                |
| 18  | HV     | Abdussamed Karnuçu  | 4 tháng 2, 2000 (17 tuổi)  | Galatasaray              |
| 19  | HV     | Berk Çetin          | 2 tháng 2, 2000 (17 tuổi)  | Borussia Mönchengladbach |
| 20  | TĐ     | Embiya Ayyıldız     | 5 tháng 7, 2000 (17 tuổi)  | Altınordu                |
| 21  | TM     | Ozan Oruç           | 26 tháng 5, 2000 (17 tuổi) | Altınordu                |

## Bảng C

### Iran
Huấn luyện viên trưởng:  Abbas Chamanyan
| 0#0 | Vị trí | Cầu thủ                   | Ngày sinh và tuổi           | Câu lạc bộ             |
| --- | ------ | ------------------------- | --------------------------- | ---------------------- |
| 1   | TM     | Ali Gholamzadeh           | 13 tháng 2, 2000 (17 tuổi)  | Foolad                 |
| 2   | HV     | Ali Satavi                | 3 tháng 1, 2000 (17 tuổi)   | Foolad                 |
| 3   | HV     | Ahmadreza Jalali          | 14 tháng 8, 2001 (16 tuổi)  | Foolad                 |
| 4   | HV     | Amir Esmaeilzadeh         | 25 tháng 1, 2000 (17 tuổi)  | Paykan                 |
| 5   | HV     | Majid Nasiri              | 14 tháng 5, 2000 (17 tuổi)  | Saipa                  |
| 6   | HV     | Taha Shariati             | 3 tháng 3, 2000 (17 tuổi)   | Saipa                  |
| 7   | TV     | Amir Hossein Hosseinzadeh | 30 tháng 10, 2000 (16 tuổi) | Moghavemat             |
| 8   | TV     | Mohammad Sharifi          | 21 tháng 3, 2000 (17 tuổi)  | Saipa                  |
| 9   | TĐ     | Allahyar Sayyadmanesh     | 29 tháng 6, 2001 (16 tuổi)  | Saipa                  |
| 10  | TV     | Mohammad Reza Ghobishavi  | 24 tháng 1, 2000 (17 tuổi)  | Sanat Naft             |
| 11  | TĐ     | Younes Delfi              | 2 tháng 10, 2000 (17 tuổi)  | Esteghlal Khuzestan    |
| 12  | TM     | Mobin Ashayer             | 9 tháng 2, 2000 (17 tuổi)   | Malavan                |
| 13  | TM     | Amir Janipour             | 14 tháng 9, 2000 (17 tuổi)  | Saipa                  |
| 14  | HV     | Ali Davaran               | 4 tháng 9, 2000 (17 tuổi)   | Sanat Naft             |
| 15  | TV     | Alireza Koushki           | 16 tháng 2, 2000 (17 tuổi)  | Sepahan                |
| 16  | TV     | Vahid Namdari             | 26 tháng 6, 2000 (17 tuổi)  | Esteghlal Khuzestan    |
| 17  | TV     | Mohammad Ghaderi          | 27 tháng 2, 2000 (17 tuổi)  | Shahrdari Bandar Abbas |
| 18  | TĐ     | Saeid Karimi              | 31 tháng 1, 2000 (17 tuổi)  | Zob Ahan               |
| 19  | TĐ     | Mohammad Sardari          | 3 tháng 2, 2000 (17 tuổi)   | Esteghlal              |
| 20  | TV     | Sobhan Khaghani           | 27 tháng 1, 2000 (17 tuổi)  | Siah Jamegan           |
| 21  | TV     | Amir Hossein Khodamoradi  | 13 tháng 9, 2000 (17 tuổi)  | Paykan                 |

### Guinée
Huấn luyện viên trưởng:  Souleymane Camara
| 0#0 | Vị trí | Cầu thủ             | Ngày sinh và tuổi           | Câu lạc bộ                   |
| --- | ------ | ------------------- | --------------------------- | ---------------------------- |
| 1   | TM     | Ibrahima Sylla      | 7 tháng 12, 2002 (14 tuổi)  | Mendy                        |
| 2   | HV     | Samuel Conté        | 13 tháng 3, 2000 (17 tuổi)  | Académie Horoya              |
| 3   | HV     | Ibrahima Soumah     | 19 tháng 11, 2001 (15 tuổi) | Académie Horoya              |
| 4   | HV     | Cherif Camara       | 21 tháng 10, 2002 (14 tuổi) | Académie Sainte Marie        |
| 5   | HV     | Issiaga Camara      | 30 tháng 12, 2002 (14 tuổi) | Académie Hafia FC            |
| 6   | TV     | Sékou Camara        | 27 tháng 7, 2001 (16 tuổi)  | Académie Sainte Marie        |
| 7   | TĐ     | Fandjé Touré        | 1 tháng 11, 2002 (14 tuổi)  | Cefomig                      |
| 8   | TĐ     | Lape Bangoura       | 31 tháng 12, 2000 (16 tuổi) | Académie Football de Conakry |
| 9   | TĐ     | Doss Soumah         | 6 tháng 2, 2000 (17 tuổi)   | Cefomig                      |
| 10  | TV     | Aguibou Camara      | 20 tháng 5, 2001 (16 tuổi)  | Académie Football de Conakry |
| 11  | TĐ     | Djibril Sylla       | 10 tháng 11, 2002 (14 tuổi) | Académie Antonio Souaré      |
| 12  | HV     | M'bemba Camara      | 8 tháng 9, 2000 (17 tuổi)   | Académie AS Kaloum           |
| 13  | TĐ     | Seydouba Cissé      | 10 tháng 2, 2001 (16 tuổi)  | FC Attouga                   |
| 14  | TV     | Salia Bangoura      | 15 tháng 11, 2001 (15 tuổi) | Cefomig                      |
| 15  | TV     | Blaise Camara       | 11 tháng 3, 2000 (17 tuổi)  | Esperance Conakry            |
| 16  | TM     | Abdoulaye Doumbouya | 1 tháng 9, 2001 (16 tuổi)   | Académie Football de Conakry |
| 17  | HV     | Ismaël Traoré       | 10 tháng 6, 2000 (17 tuổi)  | Académie FC Séquence         |
| 18  | TV     | Elhadj Bah          | 22 tháng 8, 2001 (16 tuổi)  | Esperance Conakry            |
| 19  | TĐ     | Naby Bangoura       | 24 tháng 4, 2001 (16 tuổi)  | Académie Sainte Marie        |
| 20  | TĐ     | Aly Soumah          | 10 tháng 1, 2000 (17 tuổi)  | Étoile du Sahel              |
| 21  | TM     | Mohamed Camara      | 16 tháng 3, 2000 (17 tuổi)  | Académie Titi Camara         |

### Đức
Huấn luyện viên trưởng:  Christian Wück
| 0#0 | Vị trí | Cầu thủ             | Ngày sinh và tuổi           | Câu lạc bộ          |
| --- | ------ | ------------------- | --------------------------- | ------------------- |
| 1   | TM     | Luca Plogmann       | 10 tháng 3, 2000 (17 tuổi)  | Werder Bremen       |
| 2   | HV     | Alexander Nitzl     | 11 tháng 7, 2000 (17 tuổi)  | Bayern Munich       |
| 3   | HV     | Pascal Hackethal    | 27 tháng 1, 2000 (17 tuổi)  | Werder Bremen       |
| 4   | HV     | Dominik Becker      | 9 tháng 1, 2000 (17 tuổi)   | 1. FC Köln          |
| 5   | HV     | Jan Boller          | 14 tháng 3, 2000 (17 tuổi)  | Bayer Leverkusen    |
| 6   | TĐ     | Noah Awuku          | 9 tháng 1, 2000 (17 tuổi)   | Holstein Kiel       |
| 7   | TV     | Sahverdi Cetin      | 28 tháng 9, 2000 (17 tuổi)  | Eintracht Frankfurt |
| 8   | TV     | Erik Majetschak     | 1 tháng 3, 2000 (17 tuổi)   | RB Leipzig          |
| 9   | TĐ     | Jann-Fiete Arp      | 6 tháng 1, 2000 (17 tuổi)   | Hamburger SV        |
| 10  | TV     | Elias Abouchabaka   | 31 tháng 3, 2000 (17 tuổi)  | RB Leipzig          |
| 11  | TĐ     | Nicolas-Gerrit Kühn | 1 tháng 1, 2000 (17 tuổi)   | RB Leipzig          |
| 12  | TM     | Luis Klatte         | 1 tháng 3, 2000 (17 tuổi)   | Hertha BSC          |
| 13  | TĐ     | Dennis Jastrzembski | 20 tháng 2, 2000 (17 tuổi)  | Hertha BSC          |
| 14  | TV     | Yannik Keitel       | 15 tháng 2, 2000 (17 tuổi)  | SC Freiburg         |
| 15  | HV     | Josha Vagnoman      | 11 tháng 12, 2000 (16 tuổi) | Hamburger SV        |
| 16  | HV     | Lars Lukas Mai      | 31 tháng 3, 2000 (17 tuổi)  | Bayern Munich       |
| 17  | TĐ     | Maurice Malone      | 17 tháng 8, 2000 (17 tuổi)  | FC Augsburg         |
| 18  | TV     | John Yeboah         | 23 tháng 6, 2000 (17 tuổi)  | VfL Wolfsburg       |
| 19  | TĐ     | Jessic Ngankam      | 20 tháng 7, 2000 (17 tuổi)  | Hertha BSC          |
| 20  | HV     | Yann Aurel Bisseck  | 29 tháng 11, 2000 (16 tuổi) | 1. FC Köln          |
| 21  | TM     | Marian Prinz        | 7 tháng 2, 2000 (17 tuổi)   | Bayer Leverkusen    |

### Costa Rica
Huấn luyện viên trưởng:  Camacho Viquez
| 0#0 | Vị trí | Cầu thủ            | Ngày sinh và tuổi           | Câu lạc bộ                |
| --- | ------ | ------------------ | --------------------------- | ------------------------- |
| 1   | TM     | Ricardo Montenegro | 9 tháng 7, 2000 (17 tuổi)   | Saprissa                  |
| 2   | HV     | Andres Hernández   | 1 tháng 1, 2000 (17 tuổi)   | Saprissa                  |
| 3   | HV     | Fernán Faerron     | 22 tháng 8, 2000 (17 tuổi)  | Unattached                |
| 4   | HV     | Karin Arce         | 1 tháng 3, 2000 (17 tuổi)   | Alajuelense               |
| 5   | TV     | Amferny Arias      | 15 tháng 1, 2000 (17 tuổi)  | Alajuelense               |
| 6   | HV     | Walter Cortés      | 5 tháng 2, 2000 (17 tuổi)   | Saprissa                  |
| 7   | TĐ     | Mario Mora         | 5 tháng 6, 2000 (17 tuổi)   | Municipal Liberia         |
| 8   | TV     | Christian Muñoz    | 8 tháng 2, 2000 (17 tuổi)   | Saprissa                  |
| 9   | TĐ     | Julen Cordero      | 3 tháng 7, 2001 (16 tuổi)   | Saprissa                  |
| 10  | TĐ     | Greivin Fonseca    | 7 tháng 9, 2000 (17 tuổi)   | Saprissa                  |
| 11  | HV     | Felipe Flores      | 20 tháng 9, 2000 (17 tuổi)  | Alajuelense               |
| 12  | TĐ     | José Alfaro        | 18 tháng 3, 2000 (17 tuổi)  | Carmelita                 |
| 13  | TM     | Brandon Calvo      | 15 tháng 11, 2000 (16 tuổi) | Alajuelense               |
| 14  | TV     | Ronnier Bustamante | 5 tháng 6, 2000 (17 tuổi)   | Herediano                 |
| 15  | TV     | Josué Abarca       | 4 tháng 1, 2000 (17 tuổi)   | Universidad de Costa Rica |
| 16  | TĐ     | Andrés Gómez       | 7 tháng 5, 2000 (17 tuổi)   | Belén                     |
| 17  | TV     | Yecxy Jarquín      | 22 tháng 5, 2000 (17 tuổi)  | Municipal Liberia         |
| 18  | TM     | Kevin Chamorro     | 8 tháng 4, 2000 (17 tuổi)   | Carmelita                 |
| 19  | TV     | Sebastian Castro   | 16 tháng 8, 2000 (17 tuổi)  | Carmelita                 |
| 20  | HV     | Alexander Roman    | 21 tháng 3, 2001 (16 tuổi)  | Alajuelense               |
| 21  | TV     | Daniel Chacón      | 11 tháng 4, 2001 (16 tuổi)  | Cartaginés                |

## Bảng D

### Bắc Triều Tiên
Huấn luyện viên trưởng:  Kim Yong-su
| 0#0 | Vị trí | Cầu thủ        | Ngày sinh và tuổi           | Câu lạc bộ     |
| --- | ------ | -------------- | --------------------------- | -------------- |
| 1   | TM     | Sin Tae-song   | 30 tháng 5, 2000 (17 tuổi)  | Pyongyang      |
| 2   | HV     | Ri Hyok-sin    | 4 tháng 7, 2000 (17 tuổi)   | Ryomyong       |
| 3   | HV     | Kim Kyong-sok  | 19 tháng 2, 2000 (17 tuổi)  | Sonbong        |
| 4   | TV     | Kye Tam        | 6 tháng 10, 2000 (17 tuổi)  | Pyongyang      |
| 5   | HV     | Sin Kwang-sok  | 3 tháng 12, 2000 (16 tuổi)  | Ryomyong       |
| 6   | HV     | Han Kyong-hun  | 27 tháng 3, 2000 (17 tuổi)  | Pyongyang      |
| 7   | TĐ     | Kim Hwi-hwang  | 25 tháng 1, 2000 (17 tuổi)  | Pyongyang      |
| 8   | TV     | Kim Ju-song    | 29 tháng 6, 2001 (16 tuổi)  | Ryongnamsan    |
| 9   | TV     | Kim Chung-jin  | 26 tháng 10, 2000 (16 tuổi) | Pyongyang      |
| 10  | TV     | Kim Pom-hyok   | 15 tháng 4, 2000 (17 tuổi)  | Pyongyang      |
| 11  | TV     | Kung Jin-song  | 12 tháng 4, 2000 (17 tuổi)  | Ryomyong       |
| 12  | TĐ     | Ri Kang-guk    | 10 tháng 1, 2001 (16 tuổi)  | Ryomyong       |
| 13  | HV     | Ri Hyon-il     | 12 tháng 3, 2000 (17 tuổi)  | Ryomyong       |
| 14  | TV     | Han Jin-bom    | 27 tháng 3, 2001 (16 tuổi)  | Ryomyong       |
| 15  | HV     | Cha Kwang      | 1 tháng 1, 2000 (17 tuổi)   | Pyongyang      |
| 16  | TV     | Ri Il-ju       | 13 tháng 10, 2000 (16 tuổi) | Ryomyong       |
| 17  | TV     | Yun Min        | 3 tháng 7, 2000 (17 tuổi)   | Ryomyong       |
| 18  | TM     | Jong Ryong-hun | 19 tháng 4, 2000 (17 tuổi)  | Ryomyong       |
| 19  | TĐ     | Kwon Nam-hyok  | 30 tháng 4, 2000 (17 tuổi)  | South Hamgyong |
| 20  | TV     | Paek Kwang-min | 30 tháng 4, 2000 (17 tuổi)  | Ryomyong       |
| 21  | TM     | Kim Chol-jin   | 6 tháng 10, 2000 (17 tuổi)  | Ryomyong       |

### Niger
Huấn luyện viên trưởng:  Ismaila Tiemoko
| 0#0 | Vị trí | Cầu thủ                | Ngày sinh và tuổi           | Câu lạc bộ       |
| --- | ------ | ---------------------- | --------------------------- | ---------------- |
| 1   | TM     | Mousa Laouali          | 13 tháng 12, 2000 (16 tuổi) | GNN              |
| 2   | TV     | Yacine Wa Massamba     | 9 tháng 3, 2000 (17 tuổi)   | Nigelec          |
| 3   | HV     | Mahamadou Mahamane     | 12 tháng 10, 2001 (15 tuổi) | Nigelec          |
| 4   | HV     | Nasser Mahaman         | 24 tháng 9, 2000 (17 tuổi)  | Air Academie     |
| 5   | HV     | Farouk Idrissa         | 12 tháng 2, 2000 (17 tuổi)  | Lazaret          |
| 6   | TV     | Ismael Issaka          | 1 tháng 1, 2000 (17 tuổi)   | CBK              |
| 7   | TV     | Moctar Ousmane         | 15 tháng 9, 2000 (17 tuổi)  | Mano Dayak       |
| 8   | TV     | Habibou Sofiane        | 1 tháng 1, 2000 (17 tuổi)   | Renaissance      |
| 9   | TĐ     | Kairou Amoustapha      | 1 tháng 1, 2001 (16 tuổi)   | Nigelec          |
| 10  | TV     | Rachid Alfari          | 30 tháng 12, 2000 (16 tuổi) | Nigelec          |
| 11  | TV     | Karim Tinni            | 21 tháng 1, 2001 (16 tuổi)  | Sahel            |
| 12  | HV     | Djibrilla Ibrahim      | 2 tháng 3, 2002 (15 tuổi)   | Douanes          |
| 13  | TV     | Yacouba Aboubacar      | 1 tháng 1, 2000 (17 tuổi)   | Tahoua           |
| 14  | TV     | Kader Aboubacar        | 31 tháng 12, 2000 (16 tuổi) | Akokana          |
| 15  | HV     | Rachid Soumana         | 1 tháng 1, 2000 (17 tuổi)   | Tudu Mighty Jets |
| 16  | TM     | Abdoulaye Boubacar     | 1 tháng 1, 2001 (16 tuổi)   | APO River        |
| 17  | TĐ     | Ibrahim Boubacar Marou | 1 tháng 1, 2000 (17 tuổi)   | Soniantcha       |
| 18  | HV     | Ibrahim Namata         | 10 tháng 5, 2000 (17 tuổi)  | Soniantcha       |
| 19  | TĐ     | Salim Abdourahmane     | 2 tháng 9, 2001 (16 tuổi)   | Jangorzo         |
| 20  | TĐ     | Hamid Galissoune       | 26 tháng 1, 2000 (17 tuổi)  | SACA Sport       |
| 21  | TM     | Khaled Lawali          | 15 tháng 7, 2000 (17 tuổi)  | Sahel            |

### Brasil
Brasil đã đặt tên đội hình của họ vào ngày 8 tháng 9 năm 2017.
Huấn luyện viên trưởng:  Carlos Amadeu
| 0#0 | Vị trí | Cầu thủ        | Ngày sinh và tuổi           | Câu lạc bộ          |
| --- | ------ | -------------- | --------------------------- | ------------------- |
| 1   | TM     | Gabriel Brazão | 5 tháng 10, 2000 (17 tuổi)  | Cruzeiro            |
| 2   | HV     | Wesley         | 13 tháng 3, 2000 (17 tuổi)  | Flamengo            |
| 3   | HV     | Vitão          | 2 tháng 2, 2000 (17 tuổi)   | Palmeiras           |
| 4   | HV     | Lucas Halter   | 2 tháng 5, 2000 (17 tuổi)   | Atlético Paranaense |
| 5   | TV     | Victor Bobsin  | 12 tháng 1, 2000 (17 tuổi)  | Grêmio              |
| 6   | HV     | Weverson       | 5 tháng 7, 2000 (17 tuổi)   | São Paulo           |
| 7   | TĐ     | Paulinho       | 15 tháng 7, 2000 (17 tuổi)  | Vasco da Gama       |
| 8   | TV     | Marcos Antônio | 13 tháng 6, 2000 (17 tuổi)  | Atlético Paranaense |
| 9   | TĐ     | Lincoln        | 16 tháng 12, 2000 (16 tuổi) | Flamengo            |
| 10  | TV     | Alan Souza     | 8 tháng 3, 2000 (17 tuổi)   | Palmeiras           |
| 11  | TV     | Hélio Junio    | 25 tháng 4, 2000 (17 tuổi)  | São Paulo           |
| 12  | TM     | Lucão          | 26 tháng 2, 2001 (16 tuổi)  | Vasco da Gama       |
| 13  | HV     | Matheus Stockl | 14 tháng 3, 2000 (17 tuổi)  | Atlético Mineiro    |
| 14  | HV     | Rodrigo Guth   | 10 tháng 11, 2000 (16 tuổi) | Coritiba            |
| 15  | HV     | Luan Cândido   | 2 tháng 2, 2001 (16 tuổi)   | Palmeiras           |
| 16  | TV     | Victor Yan     | 9 tháng 4, 2001 (16 tuổi)   | Santos              |
| 17  | TV     | Rodrigo Nestor | 9 tháng 8, 2000 (17 tuổi)   | São Paulo           |
| 18  | TV     | Vitinho        | 4 tháng 1, 2000 (17 tuổi)   | Corinthians         |
| 19  | TĐ     | Yuri Alberto   | 18 tháng 3, 2001 (16 tuổi)  | Santos              |
| 20  | TĐ     | Brenner        | 16 tháng 1, 2000 (17 tuổi)  | São Paulo           |
| 21  | TM     | Yuri Sena      | 3 tháng 1, 2001 (16 tuổi)   | Vitória             |

### Tây Ban Nha
Huấn luyện viên trưởng:  Santiago Denia
| 0#0 | Vị trí | Cầu thủ                | Ngày sinh và tuổi           | Câu lạc bộ      |
| --- | ------ | ---------------------- | --------------------------- | --------------- |
| 1   | TM     | Álvaro Fernández Calvo | 10 tháng 4, 2000 (17 tuổi)  | Malaga          |
| 2   | HV     | Mateu Morey            | 2 tháng 3, 2000 (17 tuổi)   | Barcelona       |
| 3   | HV     | Juan Miranda           | 19 tháng 1, 2000 (17 tuổi)  | Barcelona       |
| 4   | HV     | Hugo Guillamón         | 31 tháng 1, 2000 (17 tuổi)  | Valencia        |
| 5   | HV     | Víctor Chust           | 5 tháng 3, 2000 (17 tuổi)   | Real Madrid     |
| 6   | TV     | Antonio Blanco Conde   | 23 tháng 7, 2000 (17 tuổi)  | Real Madrid     |
| 7   | TĐ     | Ferran Torres          | 29 tháng 2, 2000 (17 tuổi)  | Valencia        |
| 8   | TV     | Mohamed Moukhliss      | 6 tháng 2, 2000 (17 tuổi)   | Real Madrid     |
| 9   | TĐ     | Abel Ruiz              | 28 tháng 1, 2000 (17 tuổi)  | Barcelona       |
| 10  | TĐ     | Sergio Gómez Martín    | 4 tháng 9, 2000 (17 tuổi)   | Barcelona       |
| 11  | TĐ     | Nacho Díaz             | 27 tháng 6, 2000 (17 tuổi)  | Villarreal      |
| 12  | TĐ     | Pedro Ruiz Delgado     | 30 tháng 3, 2000 (17 tuổi)  | Real Madrid     |
| 13  | TM     | Marc Vidal             | 14 tháng 2, 2000 (17 tuổi)  | Villarreal      |
| 14  | TV     | Álvaro García Segovia  | 1 tháng 6, 2000 (17 tuổi)   | Albacete        |
| 15  | HV     | Eric García            | 9 tháng 1, 2001 (16 tuổi)   | Manchester City |
| 16  | TĐ     | Diego Pampín           | 15 tháng 3, 2000 (17 tuổi)  | Celta Vigo      |
| 17  | TĐ     | José Alonso Lara       | 7 tháng 3, 2000 (17 tuổi)   | Sevilla         |
| 18  | TĐ     | César Gelabert         | 31 tháng 10, 2000 (16 tuổi) | Real Madrid     |
| 19  | TV     | Carlos Beitia          | 15 tháng 2, 2000 (17 tuổi)  | Villarreal      |
| 20  | HV     | Víctor Gómez           | 1 tháng 4, 2000 (17 tuổi)   | Espanyol        |
| 21  | TM     | Alfonso Pastor Vacas   | 4 tháng 10, 2000 (17 tuổi)  | Sevilla         |

## Bảng E

### Honduras
Huấn luyện viên trưởng:  José Valladares
| 0#0 | Vị trí | Cầu thủ            | Ngày sinh và tuổi          | Câu lạc bộ           |
| --- | ------ | ------------------ | -------------------------- | -------------------- |
| 1   | TM     | Alex Rivera        | 20 tháng 7, 2000 (17 tuổi) | Motagua              |
| 2   | HV     | Santiago Cabrera   | 9 tháng 2, 2000 (17 tuổi)  | Honduras Progreso    |
| 3   | HV     | Axel Gómez         | 28 tháng 6, 2000 (17 tuổi) | Olimpia              |
| 4   | HV     | Alexander Bahr     | 17 tháng 2, 2001 (16 tuổi) | Atlanta United       |
| 5   | HV     | Cristian Moreira   | 21 tháng 5, 2000 (17 tuổi) | Vida                 |
| 6   | TV     | Luis Palma         | 17 tháng 1, 2000 (17 tuổi) | Vida                 |
| 7   | TĐ     | Jorge Flores       | 19 tháng 9, 2000 (17 tuổi) | Orientación Marítima |
| 8   | TV     | Gerson Chávez      | 31 tháng 1, 2000 (17 tuổi) | Real España          |
| 9   | TĐ     | Patrick Palacios   | 29 tháng 1, 2000 (17 tuổi) | Real España          |
| 10  | TV     | Alessandro Castro  | 26 tháng 2, 2000 (17 tuổi) | Atlanta United       |
| 11  | TĐ     | Kenneth Martínez   | 26 tháng 2, 2000 (17 tuổi) | Motagua              |
| 12  | TM     | Jordy Castro       | 10 tháng 4, 2000 (17 tuổi) | Real España          |
| 13  | HV     | Gustavo Vallecillo | 28 tháng 8, 2000 (17 tuổi) | CARDVA               |
| 14  | TV     | Carlos Mejía       | 19 tháng 2, 2000 (17 tuổi) | Vida                 |
| 15  | TV     | David Cardona      | 8 tháng 10, 2000 (16 tuổi) | Real Juventud        |
| 16  | TĐ     | Asaf Cacho         | 27 tháng 7, 2000 (17 tuổi) | Motagua              |
| 17  | TV     | Everson López      | 3 tháng 11, 2000 (16 tuổi) | Motagua              |
| 18  | TV     | Joshua Canales     | 20 tháng 7, 2000 (17 tuổi) | Olimpia              |
| 19  | TĐ     | Reynaldo Bodden    | 29 tháng 9, 2000 (17 tuổi) | Victoria             |
| 20  | HV     | Emilio Campos      | 18 tháng 4, 2000 (17 tuổi) | UdeG                 |
| 21  | TM     | Carlos Banegas     | 9 tháng 2, 2001 (16 tuổi)  | Comayagua            |

### Nhật Bản
Nhật Bản đã đặt tên đội hình của họ vào ngày 22 tháng 9 năm 2017.
Huấn luyện viên trưởng:  Yoshiro Moriyama
| 0#0 | Vị trí | Cầu thủ           | Ngày sinh và tuổi           | Câu lạc bộ          |
| --- | ------ | ----------------- | --------------------------- | ------------------- |
| 1   | TM     | Kosei Tani        | 22 tháng 11, 2000 (16 tuổi) | Gamba Osaka         |
| 2   | HV     | Nobuki Iketaka    | 5 tháng 4, 2000 (17 tuổi)   | Urawa Red Diamonds  |
| 3   | HV     | Yuki Kobayashi    | 18 tháng 7, 2000 (17 tuổi)  | Vissel Kobe         |
| 4   | TV     | Rei Hirakawa      | 20 tháng 4, 2000 (17 tuổi)  | FC Tokyo            |
| 5   | HV     | Yukinari Sugawara | 28 tháng 6, 2000 (17 tuổi)  | Nagoya Grampus      |
| 6   | TV     | Hinata Kida       | 4 tháng 7, 2000 (17 tuổi)   | Cerezo Osaka        |
| 7   | TĐ     | Takefusa Kubo     | 4 tháng 6, 2001 (16 tuổi)   | FC Tokyo            |
| 8   | TV     | Kohei Okuno       | 3 tháng 4, 2000 (17 tuổi)   | Gamba Osaka         |
| 9   | TĐ     | Hiroto Yamada     | 7 tháng 3, 2000 (17 tuổi)   | Cerezo Osaka        |
| 10  | TV     | Shimpei Fukuoka   | 27 tháng 6, 2000 (17 tuổi)  | Kyoto Sanga         |
| 11  | TĐ     | Taisei Miyashiro  | 26 tháng 5, 2000 (17 tuổi)  | Kawasaki Frontale   |
| 12  | TM     | Zion Suzuki       | 21 tháng 8, 2002 (15 tuổi)  | Urawa Red Diamonds  |
| 13  | TĐ     | Keito Nakamura    | 28 tháng 7, 2000 (17 tuổi)  | Mitsubishi Yowa     |
| 14  | TV     | Soichiro Kozuki   | 22 tháng 12, 2000 (16 tuổi) | Kyoto Sanga         |
| 15  | HV     | Seiya Baba        | 24 tháng 10, 2001 (15 tuổi) | Tokyo Verdy         |
| 16  | HV     | Taichi Yamasaki   | 8 tháng 1, 2001 (16 tuổi)   | Sanfrecce Hiroshima |
| 17  | TĐ     | Koki Saito        | 10 tháng 8, 2001 (16 tuổi)  | Yokohama FC         |
| 18  | TV     | Toichi Suzuki     | 30 tháng 5, 2000 (17 tuổi)  | Cerezo Osaka        |
| 19  | HV     | Takumu Kenmmotsu  | 2 tháng 6, 2000 (17 tuổi)   | Shimizu S-Pulse     |
| 20  | TV     | Naoki Tsubaki     | 23 tháng 6, 2000 (17 tuổi)  | Yokohama F. Marinos |
| 21  | TM     | Togo Umeda        | 23 tháng 7, 2000 (17 tuổi)  | Shimizu S-Pulse     |

### New Caledonia
New Caledonia đã đặt tên đội hình của họ vào ngày 14 tháng 9 năm 2017.
Huấn luyện viên trưởng:  Dominique Wacalie
| 0#0 | Vị trí | Cầu thủ          | Ngày sinh và tuổi           | Câu lạc bộ      |
| --- | ------ | ---------------- | --------------------------- | --------------- |
| 1   | TM     | Unê Kecine       | 6 tháng 5, 2001 (16 tuổi)   | Qanono Sports   |
| 2   | HV     | Raoul Wenisso    | 20 tháng 7, 2000 (17 tuổi)  | Gaïtcha         |
| 3   | HV     | Henry Welepane   | 19 tháng 4, 2000 (17 tuổi)  | Tiga Sports     |
| 4   | HV     | Kiam Wanesse     | 5 tháng 11, 2001 (15 tuổi)  | Taramene Sports |
| 5   | HV     | Cameron Wadenges | 5 tháng 8, 2000 (17 tuổi)   | Magenta         |
| 6   | TV     | Neil Wahiobe     | 6 tháng 1, 2000 (17 tuổi)   | Païta           |
| 7   | TV     | Jekob Jeno       | 22 tháng 6, 2000 (17 tuổi)  | Dumbea          |
| 8   | TV     | Pierre Bako      | 9 tháng 8, 2001 (16 tuổi)   | Wetr            |
| 9   | TĐ     | Théo Bosshard    | 30 tháng 4, 2001 (16 tuổi)  | Baco            |
| 10  | TV     | Cyril Nyipie     | 11 tháng 4, 2000 (17 tuổi)  | Mont-Dore       |
| 11  | TĐ     | Titouan Richard  | 4 tháng 12, 2000 (16 tuổi)  | Mont-Dore       |
| 12  | TV     | Galé Luewadia    | 26 tháng 2, 2001 (16 tuổi)  | Wetr            |
| 13  | TĐ     | Vita Longue      | 25 tháng 11, 2000 (16 tuổi) | Païta           |
| 14  | HV     | Bernard Iwa      | 16 tháng 5, 2000 (17 tuổi)  | Qanono Sports   |
| 15  | HV     | Hnautra Enoka    | 12 tháng 3, 2001 (16 tuổi)  | Magenta         |
| 16  | TM     | Gaizka Ipeze     | 29 tháng 8, 2001 (16 tuổi)  | Mont-Dore       |
| 17  | TV     | Paul Wananije    | 7 tháng 5, 2001 (16 tuổi)   | Taramene Sports |
| 18  | HV     | Josuah Hlemu     | 7 tháng 12, 2000 (16 tuổi)  | Mont-Dore       |
| 19  | HV     | Jules Omei       | 14 tháng 7, 2001 (16 tuổi)  | Mont-Dore       |
| 20  | TĐ     | Lionel Thahnaena | 19 tháng 6, 2001 (16 tuổi)  | Bethel Sport    |
| 21  | TM     | Robin Escorne    | 15 tháng 7, 2001 (16 tuổi)  | Magenta         |

### Pháp
Pháp đã đặt tên đội hình của họ vào ngày 21 tháng 9 năm 2017.
Huấn luyện viên trưởng:  Lionel Rouxel
| 0#0 | Vị trí | Cầu thủ             | Ngày sinh và tuổi          | Câu lạc bộ          |
| --- | ------ | ------------------- | -------------------------- | ------------------- |
| 1   | TM     | Yahia Fofana        | 21 tháng 8, 2000 (17 tuổi) | Le Havre            |
| 2   | HV     | Vincent Collet      | 23 tháng 3, 2000 (17 tuổi) | Metz                |
| 3   | HV     | Andy Pelmard        | 12 tháng 3, 2000 (17 tuổi) | Nice                |
| 4   | HV     | Oumar Solet         | 7 tháng 2, 2000 (17 tuổi)  | Laval               |
| 5   | HV     | William Bianda      | 30 tháng 4, 2000 (17 tuổi) | Lens                |
| 6   | TV     | Claudio Gomes       | 23 tháng 7, 2000 (17 tuổi) | Paris Saint-Germain |
| 7   | TĐ     | Yacine Adli         | 29 tháng 7, 2000 (17 tuổi) | Paris Saint-Germain |
| 8   | TV     | Aurélien Tchouaméni | 27 tháng 1, 2000 (17 tuổi) | Bordeaux            |
| 9   | TĐ     | Amine Gouiri        | 16 tháng 2, 2000 (17 tuổi) | Lyon                |
| 10  | TV     | Maxence Caqueret    | 15 tháng 2, 2000 (17 tuổi) | Lyon                |
| 11  | TĐ     | Willem Geubbels     | 16 tháng 8, 2001 (16 tuổi) | Lyon                |
| 12  | TĐ     | Alan Kerouedan      | 12 tháng 1, 2000 (17 tuổi) | Rennes              |
| 13  | TĐ     | Wilson Isidor       | 27 tháng 8, 2000 (17 tuổi) | Rennes              |
| 14  | TĐ     | Alexis Flips        | 18 tháng 1, 2000 (17 tuổi) | Lille               |
| 15  | TV     | Mathis Picouleau    | 8 tháng 5, 2000 (17 tuổi)  | Rennes              |
| 16  | TM     | Brian Bernard       | 5 tháng 5, 2000 (17 tuổi)  | Lens                |
| 17  | HV     | Batista Mendy       | 12 tháng 1, 2000 (17 tuổi) | Nantes              |
| 18  | TĐ     | Lenny Pintor        | 5 tháng 8, 2000 (17 tuổi)  | Brest               |
| 19  | HV     | Maxence Lacroix     | 6 tháng 4, 2000 (17 tuổi)  | Sochaux             |
| 20  | HV     | Melvin Bard         | 6 tháng 11, 2000 (16 tuổi) | Lyon                |
| 21  | TM     | Ilan Meslier        | 2 tháng 3, 2000 (17 tuổi)  | Lorient             |

## Bảng F

### Iraq
Huấn luyện viên trưởng:  Qahtan Chathir
| 0#0 | Vị trí | Cầu thủ              | Ngày sinh và tuổi           | Câu lạc bộ        |
| --- | ------ | -------------------- | --------------------------- | ----------------- |
| 1   | TM     | Ali Ibadi            | 16 tháng 2, 2000 (17 tuổi)  | Al-Quwa Al-Jawiya |
| 2   | TV     | Habeeb Mohammed      | 3 tháng 7, 2000 (17 tuổi)   | Al-Talaba         |
| 3   | HV     | Ammar Mohammed       | 20 tháng 5, 2000 (17 tuổi)  | Al-Talaba         |
| 4   | HV     | Maitham Jabbar       | 10 tháng 11, 2000 (16 tuổi) | Al-Shola          |
| 5   | HV     | Muntadher Abdulsada  | 3 tháng 12, 2000 (16 tuổi)  | Al-Hedood         |
| 6   | HV     | Muntadher Mohammed   | 5 tháng 6, 2001 (16 tuổi)   | Al-Kahraba        |
| 7   | TĐ     | Mohammed Dawood      | 22 tháng 11, 2000 (16 tuổi) | Al-Naft           |
| 8   | TV     | Saif Khalid          | 5 tháng 9, 2000 (17 tuổi)   | Al-Talaba         |
| 9   | TĐ     | Ali Kareem           | 5 tháng 12, 2000 (16 tuổi)  | Baghdad           |
| 10  | TV     | Mohammed Ridha Jalil | 17 tháng 2, 2000 (17 tuổi)  | Al-Talaba         |
| 11  | TĐ     | Alaa Adnan           | 1 tháng 8, 2000 (17 tuổi)   | Al-Nagda          |
| 12  | TM     | Mustafa Zuhair       | 15 tháng 2, 2000 (17 tuổi)  | Naft Al-Wasat     |
| 13  | TV     | Abbas Ali            | 1 tháng 1, 2000 (17 tuổi)   | Al-Quwa Al-Jawiya |
| 14  | TV     | Bassam Shakir        | 17 tháng 5, 2000 (17 tuổi)  | Al-Karkh          |
| 15  | HV     | Abdulabbas Ayad      | 18 tháng 3, 2000 (17 tuổi)  | Al-Talaba         |
| 16  | HV     | Mohammed Al-Baqer    | 8 tháng 4, 2000 (17 tuổi)   | Al-Sinaa          |
| 17  | TV     | Mohammed Ali Aboud   | 1 tháng 10, 2000 (17 tuổi)  | Al-Nagda          |
| 18  | TV     | Moamel Kareem        | 17 tháng 11, 2000 (16 tuổi) | Al-Shorta         |
| 19  | HV     | Ali Raad             | 28 tháng 4, 2000 (17 tuổi)  | Al-Hedood         |
| 20  | TV     | Ahmed Sartip         | 20 tháng 2, 2000 (17 tuổi)  | Ghaz Al-Shamal    |
| 21  | TM     | Abdulazeez Ammar     | 6 tháng 11, 2000 (16 tuổi)  | Al-Shorta         |

### México
México đã đặt tên đội hình của họ vào ngày 15 tháng 9 năm 2017.
Huấn luyện viên trưởng:  Mario Arteaga
| 0#0 | Vị trí | Cầu thủ            | Ngày sinh và tuổi          | Câu lạc bộ  |
| --- | ------ | ------------------ | -------------------------- | ----------- |
| 1   | TM     | César Lopez        | 10 tháng 6, 2000 (17 tuổi) | Guadalajara |
| 2   | HV     | Adrián Vázquez     | 9 tháng 1, 2000 (17 tuổi)  | Pachuca     |
| 3   | HV     | Carlos Robles      | 11 tháng 7, 2000 (17 tuổi) | Atlas       |
| 4   | HV     | Luis Olivas        | 10 tháng 2, 2000 (17 tuổi) | Guadalajara |
| 5   | HV     | Raúl Sandoval      | 18 tháng 1, 2000 (17 tuổi) | Tijuana     |
| 6   | TV     | Marco Ruíz         | 14 tháng 3, 2000 (17 tuổi) | Atlas       |
| 7   | TĐ     | Jairo Torres       | 5 tháng 7, 2000 (17 tuổi)  | Atlas       |
| 8   | TV     | Alexis Gutiérrez   | 26 tháng 2, 2000 (17 tuổi) | Guadalajara |
| 9   | TĐ     | Daniel López       | 14 tháng 3, 2000 (17 tuổi) | Tijuana     |
| 10  | TĐ     | Roberto de la Rosa | 4 tháng 1, 2000 (17 tuổi)  | Pachuca     |
| 11  | TV     | Andrés Pérez       | 11 tháng 4, 2000 (17 tuổi) | Querétaro   |
| 12  | TM     | Víctor Alcaraz     | 8 tháng 1, 2000 (17 tuổi)  | Guadalajara |
| 13  | HV     | Sergio Villarreal  | 10 tháng 1, 2000 (17 tuổi) | Monterrey   |
| 14  | HV     | Haret Ortega       | 19 tháng 5, 2000 (17 tuổi) | América     |
| 15  | HV     | Alan Maeda         | 5 tháng 2, 2000 (17 tuổi)  | Santos      |
| 16  | TV     | Luis Gamíz         | 4 tháng 4, 2000 (17 tuổi)  | Tijuana     |
| 17  | TV     | Carlos Guerrero    | 14 tháng 2, 2000 (17 tuổi) | León        |
| 18  | TV     | Deivoon Magaña     | 20 tháng 1, 2000 (17 tuổi) | Guadalajara |
| 19  | TV     | Diego Lainez       | 9 tháng 6, 2000 (17 tuổi)  | América     |
| 20  | TĐ     | César Huerta       | 3 tháng 12, 2000 (16 tuổi) | Guadalajara |
| 21  | TM     | César Ramos        | 14 tháng 6, 2000 (17 tuổi) | Monterrey   |

### Chile
Huấn luyện viên trưởng:  Hernan Caputto

| 0#0 | Vị trí | Cầu thủ              | Ngày sinh và tuổi           | Câu lạc bộ              |
| --- | ------ | -------------------- | --------------------------- | ----------------------- |
| 1   | TM     | Rodrigo Cancino      | 9 tháng 2, 2000 (17 tuổi)   | Universidad de Chile    |
| 2   | HV     | Gastón Zúñiga        | 19 tháng 2, 2000 (17 tuổi)  | O'Higgins               |
| 3   | HV     | Lucas Alarcón        | 5 tháng 3, 2000 (17 tuổi)   | Universidad de Chile    |
| 4   | HV     | Nicolás Aravena      | 17 tháng 6, 2000 (17 tuổi)  | Colo-Colo               |
| 5   | HV     | Yerco Oyanedel       | 19 tháng 9, 2000 (17 tuổi)  | Universidad Católica    |
| 6   | TV     | Martín Lara          | 28 tháng 12, 2000 (16 tuổi) | Universidad Católica    |
| 7   | TĐ     | Ignacio Contreras    | 11 tháng 4, 2000 (17 tuổi)  | Colo-Colo               |
| 8   | TV     | Maximiliano Guerrero | 15 tháng 1, 2000 (17 tuổi)  | Universidad de Chile    |
| 9   | TĐ     | Ignacio Mesías       | 16 tháng 10, 2000 (16 tuổi) | Unión San Felipe        |
| 10  | TV     | Branco Provoste      | 14 tháng 4, 2000 (17 tuổi)  | Colo-Colo               |
| 11  | TĐ     | Antonio Díaz         | 26 tháng 4, 2000 (17 tuổi)  | O'Higgins               |
| 12  | TM     | Julio Bórquez        | 20 tháng 4, 2000 (17 tuổi)  | Deportes Iquique        |
| 13  | TĐ     | Willian Gama         | 30 tháng 6, 2000 (17 tuổi)  | Santiago Wanderers      |
| 14  | TĐ     | Diego Valencia       | 14 tháng 1, 2000 (17 tuổi)  | Universidad Católica    |
| 15  | HV     | Sebastián Valencia   | 13 tháng 2, 2000 (17 tuổi)  | Colo-Colo               |
| 16  | TV     | Oliver Rojas         | 11 tháng 6, 2000 (17 tuổi)  | Audax Italiano          |
| 17  | TĐ     | Pedro Campos         | 2 tháng 6, 2000 (17 tuổi)   | Universidad Católica    |
| 18  | HV     | Matías Silva         | 30 tháng 6, 2000 (17 tuổi)  | Unión San Felipe        |
| 19  | TV     | Mauricio Morales     | 7 tháng 1, 2000 (17 tuổi)   | Universidad de Chile    |
| 20  | TĐ     | Jairo Vásquez        | 16 tháng 1, 2001 (16 tuổi)  | Estudiantes de La Plata |
| 21  | TM     | Hugo Araya           | 28 tháng 12, 2000 (16 tuổi) | Cobreloa                |

### Anh
Huấn luyện viên trưởng:  Steve Cooper
| 0#0 | Vị trí | Cầu thủ              | Ngày sinh và tuổi           | Câu lạc bộ              |
| --- | ------ | -------------------- | --------------------------- | ----------------------- |
| 1   | TM     | Curtis Anderson      | 27 tháng 9, 2000 (17 tuổi)  | Manchester City         |
| 2   | HV     | TJ Eyoma             | 29 tháng 1, 2000 (17 tuổi)  | Tottenham Hotspur       |
| 3   | HV     | Lewis Gibson         | 19 tháng 7, 2000 (17 tuổi)  | Everton                 |
| 4   | TV     | George McEachran     | 30 tháng 8, 2000 (17 tuổi)  | Chelsea                 |
| 5   | HV     | Marc Guehi           | 13 tháng 7, 2000 (17 tuổi)  | Chelsea                 |
| 6   | HV     | Jonathan Panzo       | 25 tháng 10, 2000 (16 tuổi) | Chelsea                 |
| 7   | TV     | Phil Foden           | 28 tháng 5, 2000 (17 tuổi)  | Manchester City         |
| 8   | TV     | Tashan Oakley-Boothe | 14 tháng 2, 2000 (17 tuổi)  | Tottenham Hotspur       |
| 9   | TĐ     | Rhian Brewster       | 1 tháng 4, 2000 (17 tuổi)   | Liverpool               |
| 10  | TV     | Angel Gomes          | 31 tháng 8, 2000 (17 tuổi)  | Manchester United       |
| 11  | TV     | Jadon Sancho         | 25 tháng 3, 2000 (17 tuổi)  | Manchester United       |
| 12  | TV     | Nya Kirby            | 31 tháng 1, 2000 (17 tuổi)  | Crystal Palace          |
| 13  | TM     | Josef Bursik         | 12 tháng 7, 2000 (17 tuổi)  | Stoke City              |
| 14  | TV     | Callum Hudson-Odoi   | 7 tháng 11, 2000 (16 tuổi)  | Chelsea                 |
| 15  | HV     | Joel Latibeaudiere   | 6 tháng 1, 2000 (17 tuổi)   | Manchester City         |
| 16  | TĐ     | Danny Loader         | 28 tháng 8, 2000 (17 tuổi)  | Reading                 |
| 17  | TV     | Emile Smith Rowe     | 28 tháng 7, 2000 (17 tuổi)  | Arsenal                 |
| 18  | HV     | Steven Sessegnon     | 18 tháng 5, 2000 (17 tuổi)  | Fulham                  |
| 19  | TV     | Morgan Gibbs-White   | 27 tháng 1, 2000 (17 tuổi)  | Wolverhampton Wanderers |
| 20  | TV     | Conor Gallagher      | 6 tháng 2, 2000 (17 tuổi)   | Chelsea                 |
| 21  | TM     | Billy Crellin        | 30 tháng 6, 2000 (17 tuổi)  | Fleetwood Town          |